# Oued Atoun
Pour l’article ayant un titre homophone, voir Attoun.
L'Oued Atoun ou Oued Ayoun ou Oued M'Kacel ou Oued M'kessel est un cours d'eau, qui prend naissance dans le massif de Bouzaréah dans la wilaya d'Alger et se jette dans la Méditerranée après avoir parcouru la commune d'El Biar, puis les deux communes de Oued Koriche et Bab El Oued dans la daïra de Bab El Oued.

## Localisation
L'oued Atoun ou oued M'Kacel parcourt le ravin entre les hauteurs d'El Biar et de Bouzaréah avant d'atteindre Oued Koriche et Bab El Oued avant de se jeter dans la mer Méditerranée dans la baie d'Alger.

## Parcours
L'oued Atoun, descend par une vallée étroite et très escarpée entre El Biar et Bouzaréah, appelée Ravin M'Kacel, pour terminer son cours dans la mer, après avoir traversé le fameux quartier de Bab el Oued, à qui il a donné son nom.
Dans la partie basse de son cours, entre le cimetière musulman d'El Kettar, à droite, la carrière et la colline de Notre-Dame-d'Afrique à gauche, l'oued Atoun reçoit sur sa rive droite un affluent qui est l'oued Ben Lezhar, vraiment digne de ce nom en hiver seulement, à la saison des pluies.

## Affluents
L'oued Atoun (Oued M'Kacel) possède plusieurs oueds affluents qui l'alimentent en amont :
1. Oued Ayoun.
2. Oued Koriche.
3. Oued Baranès[10].
4. Oued Sidi Medjber.
5. Oued Frais-Vallon.
6. Oued Scotto-Nadal.
7. Oued Jaubert.
8. Oued Birtraria.
9. Oued Ben Lezhar.
10. Oued Chemin du Fort[11].

## Bassin versant
Le bassin versant de l'oued Atoun (Oued M'Kacel) présente une superficie de près de 1 000 hectares, et est caractérisé par de fortes pentes et un dénivelé important.

## Hydrologie
L'oued Atoun ou oued M’Kacel est un des plus grands bassins urbain d’Alger, sa superficie est de 751 hectares et il compte une population de 240.000 habitants.
Son exutoire est situé dans le quartier de Bab el Oued à l’Ouest d’Alger où s’est produite une des inondations les plus meurtrières qu’a connue l’Algérie (plus d’un millier de victime en 3 heures).
Il est composé de dix sous bassins. Le point le plus élevé est à une altitude de 380 m et le plus bas est au niveau de la mer. Il a un temps de concentration global de 12 minutes, de fortes pentes variant de 5 à 19 %. Plus de 50 % de sa superficie est totalement urbanisée.
Il est à signaler que le bassin urbain de Oued M’Kacel ne dispose pas d’une station pluviométrique permanente.
L'étude hydrologique des sous-bassins de moins de 80 hectares en amont de oued Atoun (ou oued M'Kacel) a révélé que pour chaque sous-bassin était une surface contributive au ruissellement, c'est-à-dire une surface imperméable directement et indirectement connectée aux réseaux alimentant l'oued avec les surfaces perméables qui jouent un rôle significatif dans la génération du ruissellement à l’échelle de ces petits bassins versants urbains, particulièrement lorsque le degré de saturation du sol est élevé dans le cas typique de l'Oued Atoun (ou Oued M’Kacel).